# 红老外
红老外，是2007年开始流行的网络爆红现象。他是一位住在纽约的华尔街金融分析师。他將自己歌唱中国大陆革命歌曲的片段上載到YouTube和土豆網，受到热议。

## 支持與反對
- 支持觀點：
  - 中國人欣賞他愛國的精神
  - 尊重中國历史的文化
  - 到上海街頭唱歌勇氣可嘉
  - 有創意、漢語好………
  - 支持革命和中國共產黨
- 反對觀點：
  - 唱歌時候眼神過於曖昧和衣著不雅

## 影片宣言
- 「虽然我是老外 但我也是普通人 我也有感觉」人們提出建議他會接受，但中國人的責罵令他不能接受，最終紅老外被意見批評得只好停止出影片。